# Pavel Grigorjevič Šeremet
Pavel Grigorjevič Šeremet (rusky Павел Григорьевич Шеремет, bělorusky Павел Рыгоравіч Шарамет – Pavel Ryhoravič Šaramet, ukrajinsky Павло Григорович Шеремет – Pavlo Hryhorovyč Šeremet, 28. listopadu 1971 Minsk – 20. července 2016 Kyjev) byl běloruský novinář.

## Život
Etabloval se v rodném Bělorusku, kde patřil ke kritikům vlády Alexandra Lukašenka. Poté, co mu vláda znemožnila pokračovat s jeho televizním programem, byl od roku 1995 šéfredaktorem novin Belorusskaja dělovaja hazeta. Současně začal od roku 1996 pracovat pro ruskou státní televizi První kanál jako vedoucí její minské pobočky. V roce 1997 se při natáčení reportáže o pašerácích dostal do přímého konfliktu se státem, byl obviněn z nelegálního překračování hranice a dalších přečinů. Ruská média se za něj postavila a po propuštění a po povolení vycestovat se v roce 1999 přesunul do Ruska, kde pracoval až do roku 2014 opět jako novinář. Po anexi Krymu v roce 2014, kterou kritizoval jako jeden z mála ruských novinářů, se přesunul na Ukrajinu, kde pokračoval v novinářské práci, naposled pro list Ukrajinská pravda.
Byl zavražděn 20. července 2016 bombou nastraženou do auta jeho kolegyně Oleny Prytulové, když jím sám jel po Kyjevě. Jeho smrt byla dávána do souvislosti se smrtí Georgije Gongadzeho, novináře stejného deníku zavražděného v roce 2000, i se smrtí Borise Němcova, Šeremetova přítele a ruského politika zavražděného v roce 2015 v Moskvě. S ním ho spojoval také opoziční postoj proti vládě Vladimira Putina, ovšem kromě něj kritizoval například i vládnoucího ukrajinského prezidenta Petra Porošenka.
Byl o něm natočen film s názvem Zabití Pavla.